# Eilema cinereola
Eilema cinereola är en fjärilsart som beskrevs av Philipp Christoph Zeller 1847. Eilema cinereola ingår i släktet Eilema och familjen björnspinnare. Inga underarter finns listade i Catalogue of Life.